# Temporada 1928-1929 del RCD Espanyol
Dades de la Temporada 1928-1929 del RCD Espanyol.

## Fets Destacats

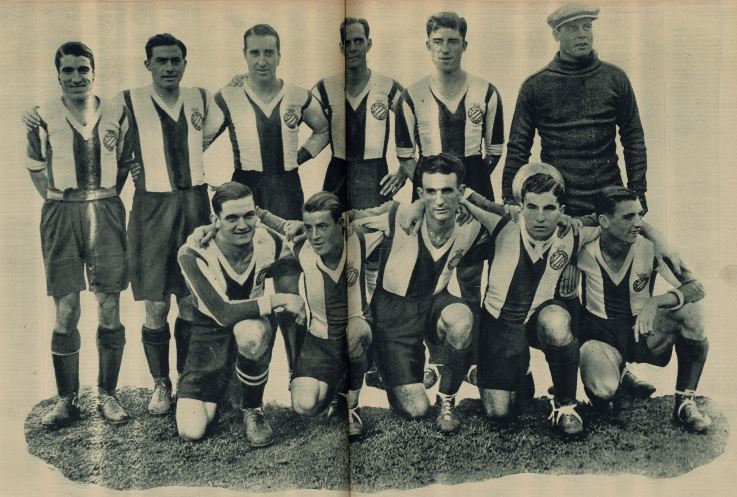
Equip guanyador del Campionat de Catalunya

- 3 de febrer de 1929: Final de la Copa del Rei a Mestalla (València): Espanyol 2 - Real Madrid 1, amb gols de Padrón i Bosch.
- 10 de febrer de 1929: Pitus Prat aconsegueix el primer gol de la història de la Lliga (Espanyol 3, Real Irún 2).
- 17 de febrer de 1929: En partit de lliga espanyola, Athletic 9 - Espanyol 0.
- 17 de març de 1929: Homenatge a Caicedo, Espanyol 5 - Sants 1.
- 24 de març de 1929: En partit de lliga espanyola, Espanyol 4 - Espanyol 0.
- 1 d'abril de 1929: Amistós, Espanyol 1 - Rampla Juniors 0.
- Juliol de 1929: Gira per Suècia: Selecció d'Estocolm 1 - Espanyol 5.
- Juliol de 1929: Gira per Suècia: Almana Idrotts Klubenn 3 - Espanyol 2.
- Juliol de 1929: Gira per Suècia: Almana Idrotts Klubenn 3 - Espanyol 4.
- Juliol de 1929: Gira per Suècia: Göteborg 3 - Espanyol 2.
- Juliol de 1929: Gira per Suècia: Landskrona 1 - Espanyol 2.

## Resultats i Classificació

### Campionat de Catalunya
| Pos | Equip            | PJ | PG | PE | PP | GF | GC | DG  | Pts | Classificació |
| --- | ---------------- | -- | -- | -- | -- | -- | -- | --- | --- | ------------- |
| 1   | RCD Espanyol (C) | 10 | 9  | 1  | 0  | 32 | 4  | +28 | 19  | Campió        |
| 2   | CE Europa        | 10 | 4  | 5  | 1  | 23 | 8  | +15 | 13  |               |
| 3   | FC Barcelona     | 10 | 5  | 2  | 3  | 23 | 13 | +10 | 12  |               |

### Lliga i Copa d'Espanya
- Lliga d'Espanya: Setena posició amb 18 punts (18 partits, 7 victòries, 4 empats, 7 derrotes, 32 gols a favor i 38 en contra).
- Copa d'Espanya: Campió  en derrotar el Reial Madrid a la final per 2 a 1.

## Plantilla
| P   | Jugador              | Lliga d'Espanya | Lliga d'Espanya | Copa d'Espanya | Copa d'Espanya | C. de Catalunya | C. de Catalunya |
| P   | Jugador              | PJ              | G               | PJ             | G              | PJ              | G               |
| --- | -------------------- | --------------- | --------------- | -------------- | -------------- | --------------- | --------------- |
| POR | Ricard Zamora        | 15              | -24             | 9              | -15            | 7               | -2              |
| POR | Cristòfol Solà       | 3               | -9              | -              | -              | 3               | -2              |
| DEF | Ricardo Saprissa     | 13              | -               | 8              | -              | 7               | -               |
| DEF | Rafael González      | 12              | -               | 3              | -              | 3               | -               |
| DEF | Conrad Portas        | -               | -               | 7              | -              | 9               | -               |
| DEF | Josep Virgili        | 5               | -               | -              | -              | -               | -               |
| DEF | Llorenç Roure        | 1               | -               | -              | -              | -               | -               |
| DEF | Juan Antonio Pascual | 1               | -               | -              | -              | -               | -               |
| MIG | Ramon Trabal         | 16              | -5              | 9              | -              | 7               | -               |
| MIG | Joan Tena I          | 16              | 1               | 6              | -              | 8               | -               |
| MIG | Pere Solé            | 11              | -               | 9              | 1              | 9               | -               |
| MIG | Juli Kaiser          | 8               | -               | 3              | -              | 4               | -               |
| MIG | Carles Altés         | 3               | -               | -              | -              | 1               | -               |
| MIG | Ramon Duran          | 2               | -               | -              | -              | 1               | -               |
| MIG | Ramon Tomàs          | 2               | -               | -              | -              | -               | -               |
| DAV | Martí Ventolrà       | 15              | 6               | 8              | 4              | 8               | 4               |
| DAV | José Padrón          | 14              | 2               | 8              | 9              | 8               | 4               |
| DAV | Francesc Tena II     | 12              | 4               | 9              | 10             | 8               | 8               |
| DAV | Domingo Broto        | 8               | 4               | 8              | 6              | 7               | 9               |
| DAV | Crisant Bosch        | 5               | -               | 8              | 2              | 8               | 1               |
| DAV | Gabriel Juvé         | 12              | 2               | 1              | -              | 2               | 3               |
| DAV | Ricard Gallart       | 10              | 5               | 2              | -              | 2               | -               |
| DAV | Rafael Oramas        | 8               | 6               | -              | -              | 3               | -               |
| DAV | Josep Prat           | 6               | 1               | 1              | -              | 2               | 1               |
| DAV | Manuel Estrada       | -               | -               | -              | -              | 2               | 2               |
| DAV | Enrique Vilar        | -               | -               | -              | -              | 1               | -               |
| DAV | Jesús Navarro        | -               | -               | -              | -              | -               | -               |